# Кендала (Келеський район)
Кендала́ (каз. Кеңдала) — село у складі Келеського району Туркестанської області Казахстану. Входить до складу Актобинського сільського округу.
У радянські часи село називалось Отділення № 3 совхоза імені Муратбаєва., до 2021 року — Горький.
Населення — 517 осіб (2021; 601 у 2009, 550 у 1999, 344 у 1989).